# Birkirkara Football Club 2017-2018
Questa voce raccoglie le informazioni riguardanti il Birkirkara Football Club nelle competizioni ufficiali della stagione 2017-2018.

## Rosa
Fonte:
| N. |                               | Ruolo | Calciatore          |
| -- | ----------------------------- | ----- | ------------------- |
|    | Malta (bandiera)              | P     | David Cassar        |
|    | Macedonia del Nord (bandiera) | P     | Kristijan Naumovski |
|    | Malta (bandiera)              | P     | Philip Shranz       |
|    | Malta (bandiera)              | P     | Amary Sylla         |
|    | Malta (bandiera)              | D     | Zachary Cassar      |
|    | Brasile (bandiera)            | D     | Eduardo Mancha      |
|    | Malta (bandiera)              | D     | Fernando Barbosa    |
|    | Brasile (bandiera)            | D     | Lucas Maia          |
|    | Croazia (bandiera)            | D     | Arian Mršulja       |
|    | Malta (bandiera)              | D     | Jordan Sciberras    |
|    | Serbia (bandiera)             | D     | Nikola Vukanac      |
|    | Malta (bandiera)              | D     | Kurt Zammit         |
|    | Malta (bandiera)              | C     | Terence Agius       |
|    | Croazia (bandiera)            | C     | Mislav Anđelković   |
|    | Malta (bandiera)              | C     | Cain Attard         |
|    | Malta (bandiera)              | C     | Nick Borg           |
|    | Brasile (bandiera)            | C     | Carlos Alberto      |

| N. |                       | Ruolo | Calciatore          |
| -- | --------------------- | ----- | ------------------- |
|    | Brasile (bandiera)    | C     | Fabiano             |
|    | Malta (bandiera)      | C     | Paul Fenech         |
|    | Malta (bandiera)      | C     | Jake Grech          |
|    | Malta (bandiera)      | C     | Matthew Guillaumier |
|    | Malta (bandiera)      | C     | Neil Micallef       |
|    | Serbia (bandiera)     | C     | Stanimir Milošković |
|    | Malta (bandiera)      | C     | Ryan Scicluna       |
|    | Uruguay (bandiera)    | A     | Waldemar Acosta     |
|    | Malta (bandiera)      | A     | Ayrton Attard       |
|    | Brasile (bandiera)    | A     | Emerson Marcelina   |
|    | Malta (bandiera)      | A     | Edward Herrera      |
|    | Brasile (bandiera)    | A     | Marcelo             |
|    | Malta (bandiera)      | A     | Michael Mifsud      |
|    | Montenegro (bandiera) | A     | Ognjen Rolović      |
|    | Nigeria (bandiera)    | A     | Uchenna Umeh        |
|    | Malta (bandiera)      | A     | Gianluca Zammit     |
|    | Malta (bandiera)      | A     | Kurt Zammit         |